# كايتانا ألفاريز دي توليدو
كايتانا ألفاريز دي توليدو (مواليد 15 أكتوبر 1974، مدريد) صحفية إسبانية ومؤرخة وسياسية من حزب الشعب. عملت كعضو في مجلس النواب منذ 21 مايو 2019 عن برشلونة وكانت المتحدث باسم حزبها في الكونجرس حتى 21 أغسطس 2020. وهي من أصل فرنسي أرجنتيني.
كانت عضوًا في الكونغرس عن دائرة مدريد في المجلسين التشريعيين التاسع والعاشر للكورتيس جنرال. هي المدير الحالي للعلاقات الدولية في مؤسسة التحليل والدراسات الاجتماعية. منذ عودتها إلى الصحافة كتبت في صحيفة إل موندو اليومية.

## الحياة السياسية
في عام 2006 تم تعيينها من قبل رئيس حزب الشعب "أنجيل أسيبيس" بمهمة تقديم المشورة لأسيبيس فيما يتعلق بالاستراتيجية السياسية، وإدارة أجندته وتنسيق خطاباته في البرلمان.
حصلت على الجنسية الإسبانية في عام 2007 وترشحت للانتخابات العامة لعام 2008 كعضو في حزب الشعب عن دائرة مدريد، حيث احتلت المرتبة التاسعة في القائمة، لتصبح عضوًا في البرلمان في البرلمان التاسع. شغلت منصب نائب المتحدث باسم المجموعة البرلمانية لحزب الشعب. تم إعادة انتخابها في عام 2011.
نتيجة لوفاة والدها في باريس عام 2012، ورثت لقب المارشية كاسا فويرتي بعد عام. وهي صاحبة اللقب الثالث عشر.
في عام 2014 كتبت مقالاً في الفاينانشيال تايمز احتجاجاً على الاتجاه الانفصالي الذي كان يُنظر إلى القومية الكتالونية. في عام 2014 أطلقت البيان الدستوري «أحرار ومتساوون». رفض البيان جميع التنازلات المقدمة للقوميين الكتالونيين الذين رغبوا في الاستقلال. كانت المتحدثة باسم المنظمة المتجانسة الاسم التي تسعى إلى إشراك المواطنين الإسبان في الدفاع عن الأحكام الدستورية للمساواة لجميع الإسبان. من بين الأحداث التي نظمتها منظمة حرية وعدالة، كانت تلك التي جرت في 11 سبتمبر 2014 وهي الذكرى السنوية لهزيمة القوات الموالية لهابسبورغ في برشلونة خلال حرب الخلافة الإسبانية في سيركولو دي بيلاس أرتيس في مدريد، حيث كما ألقت الكلمة. في عام 2016 انتقدت موكب الملوك التي نظمها مجلس مدينة مدريد.
في 8 مارس 2018 انتقدت الإضراب النسوي في نفس اليوم في مقال صحفي. في يونيو 2018 نشرت مقال رأي بعد حل حكومة ماريانو راخوي الناتج عن اقتراح حجب الثقة الذي رعته الأحزاب الاشتراكية. وأكدت أنها لا تزال عضوًا في حزب الشعب، لكنها صوتت لحزب يمين الوسط الليبرالي المدنيون، وطالبت بدمج الحزبين.
في 15 مارس 2019 أُعلن أنها ستخوض المركز الأول في قائمة حزب الشعب لمجلس النواب في دائرة برشلونة في الانتخابات العامة في 28 أبريل 2019. نتيجة للانتخابات أصبحت عضوًا في مجلس النواب، وتولت المنصب فعليًا في 21 مايو 2019. في يوليو أعلن زعيم الحزب بابلو كاسادو أنها ستكون المتحدث باسم الحزب في المؤتمر الثالث عشر للنواب. واستمرت في منصبها في مجلس النواب الرابع عشر حتى 21 أغسطس 2020.